# Élection présidentielle sud-africaine de 1961
L'élection présidentielle sud-africaine de 1961 est la première de ce type en Afrique du Sud. Elle intervient après le référendum du 5 novembre 1960 qui a entériné la transformation de l'union d'Afrique du Sud en république et l'adoption d'une nouvelle loi constitutionnelle organisant les institutions sud-africaines. Conformément à cette dernière, ce sont les parlementaires qui désignent celui qui exercera les fonctions protocolaires de président de l’État de la république d'Afrique du Sud à partir du 31 mai 1961.  

Résultat de l'élection présidentielle en 1961. Charles Swart (orange) a reçu 139 voix et Henry Fagan (bleu) a reçu 71 voix.

## Historique
Le 30 avril 1960, Charles Swart, le gouverneur général de l'Union sud-africaine, présente sa démission à la reine d'Angleterre qui est encore pour un mois le chef d'État de l'Afrique du Sud. C.R. Swart est le candidat du premier ministre Hendrik Verwoerd à la nouvelle fonction de président de l’État qui succèdera au monarque britannique le 31 mai 1961 lors de la fondation de la république d'Afrique du Sud. 
Le 10 mai 1961, C.R. Swart est élu par le collège électoral réunissant les parlementaires des deux chambres du parlement sud-africain, aux fonctions de président de l’État de la république d'Afrique du Sud. Il obtient 139 votes contre 71 à Henry A. Fagan, candidat de l'union nationale soutenu par le parti uni. C.R. Swart prête serment dans ses nouvelles fonctions le 31 mai 1961 lors d'une cérémonie d'investiture à la grande église (Groote Kerk) de Pretoria avant de prononcer son premier discours en tant que Président sur une estrade officielle dressée devant le palais de justice devant des milliers de personnes rassemblées sur Church Square. 